# Delores Boeckmann
Delores Halpin „Dee“ Boeckmann (* 9. November 1906 in St. Louis, Missouri; † 25. April 1989 in Creve Coeur, Missouri) war eine amerikanische Leichtathletin irisch-deutscher Herkunft. Die Sportpionierin nahm an den Olympischen Spielen 1928 teil und war Sportlehrerin, Professorin und Sportfunktionärin.

## Leben
Delores Boeckmann wuchs im Umfeld der deutschen Turnvereine in St. Louis auf. Bereits mit 8 Jahren ging sie regelmäßig zum Training mit ihrem Vater, der ihr erklärte, sie müsse wie ein Junge laufen. Sie absolvierte die Highschool und die katholische  Mount Saint Mary’s Academy, wodurch sie sich als Lehrerin qualifizierte. Zusätzlich durchlief sie die verbandliche Ausbildung zur Turnlehrerin. Sie war in Leichtathletik und Basketball aktiv und gewann von 1919 an. St. Louis war durch die Olympischen Spiele 1904 so auf Wettkampfsport eingestellt, dass sie unbedingt auch an solchen weltweiten Spielen teilnehmen wollte. Sie startete für den Headlight Athletic Club in St. Louis. Als die USA sich nicht an den Frauen-Weltmeisterschaften 1922 beteiligten und die Verbandsführung der Amateur Athletic Union gegen die Aufnahme von Frauen-Wettbewerben in die Olympischen Spiele 1924 in Paris Partei ergriff, organisierte sie Protestaktionen von Sportlerinnen, um den Frauen-Wettkampfsport zu fördern. 1925 lief sie Hallenweltrekord über 50 Meter und war auf Strecken bis zur Meile siegreich. Auch in den folgenden Jahren war sie national und international im Fechten, Basketball, Hockey und Leichtathletik aktiv.
Im Jahr 1928 nahm sie schließlich in Amsterdam an den Olympischen Spielen teil und wurde Siebte über 800 Meter. Nach den Spielen unterrichtete sie weiter in St. Louis. 1936 war sie bei den Olympischen Spielen in Berlin Trainerin der Leichtathletik-Frauenmannschaft der USA und zudem Anstandsdame für die getrennt untergebrachte Frauenmannschaft. Zurück in den USA wurde ihr die Stelle des städtischen Verwaltungsbeamten für die Parks und Sportanlagen von Philadelphia angeboten. Dies nahm sie wahr, aber schon nach einem Jahr wechselte sie nach New Orleans, wo sie zusätzlich als Trainern arbeiten konnte. 1941 kehrte sie nach St. Louis zurück, wo sie nun die Sportdirektorin der Stadt wurde. 1942, mit Eintritt der USA in den Weltkrieg, meldete sie sich freiwillig zum Roten Kreuz und wurde als Verantwortliche für Sport und Freizeit der Truppen nach Island versetzt. Von dort wechselte sie nach China, wo sie eine ähnliche Funktion hatte, ehe sie die Leitung des Roten Kreuzes in Shanghai übernahm. Nach Kriegsende kehrte sie in die USA zurück und hielt Vorträge in Universitäten, um vor allem auch Frauen Mut zur Selbständigkeit zu machen. 1950 wurde sie im Rahmen des Koreakrieges bei den Spezialeinheiten zur Truppenbetreuung angestellt. General Douglas MacArthur hielt sie jedoch in Japan fest und sie wurde 1950–1951 Nationaltrainerin für Leichtathletik. Sie verließ dann jedoch die United States Army und wurde von 1951 bis 1958 Professorin für Sportwissenschaft (vor allem der Trainingslehre) in dem Japan Women’s College of Physical Education. Dann kehrte sie nach St. Louis zurück, wo sie bis zu ihrem Ruhestand in der Stadtverwaltung arbeitete und als Trainerin tätig war. Ehrenamtlich war sie die erste Frau als Frauenwartin der Amateur Athletic Union und die erste Frau, die als persönliches Mitglied in das United States Olympic Committee aufgenommen wurde. Für ihre Verdienste wurde sie im Jahr 1976 in die National Track and Field Hall of Fame aufgenommen.